# The Living Stone
The Living Stone (deutsch Die lebenden Steine) ist ein kanadischer Dokumentar-Kurzfilm von John Feeney aus dem Jahr 1958. Tom Daly, der den Film produzierte, war mit diesem für einen Oscar nominiert.

## Inhalt
Während eines kalten Winterabends in einem Iglu erzählt ein Steinmetz den anwesenden Kindern Geschichten über das Steinmetzhandwerk, wobei er sich von Inuit-Legenden inspirieren lässt, um das Bild zu meißeln, das er in einem vor dem Winter aus dem Meer gezogenen Speckstein vor seinem inneren Auge sieht, nämlich das eines eingesperrten Meeresgeistes, der nun freigelassen werden muss. Um seine Geschichte zu untermauern, zeigt er den aufmerksam lauschenden Kindern diesen kunstvoll verwandelten Stein. Durch die erzählte Geschichte erhält die Schnitzerei ein Eigenleben und verleiht der Figur eine Persönlichkeit und eine Stimme, die dazu aufruft, dass Schönheit auch verborgen sein kann.
Die Geschichte geht zurück zu Inuit-Steinschnitzern, die in einem Stein nach dem darin gefangenen Bild suchen. Sobald sie es erkannt haben, entfernen sie mittels verschiedener einfacher Werkzeuge die Teile des Steines, die nicht zum Bild gehören, um das freizulegen, was sie in dem rauen Stein gefangen gesehen haben. Auch die heranwachsenden Kinder versuchen sich schon in dieser Kunst. Zum Alltag der Inuit gehört es zudem, auf Robbenjagd zu gehen. Eine Vielzahl verschiedener Arbeiten wird gezeigt.
Ebenso gestalten die Familien ihr Leben jeweils in einem Winter- oder Sommerquartier. Auch der Spaß kommt nicht zu kurz, wenn sie untereinander Tanzspiele für groß und klein veranstalten. Einen Großteil ihrer Einnahmen erzielen die Inuit mit ihren exzellenten Arbeiten aus Steinen, die sie zum Leben erwecken, wobei in erster Linie Serpentin (Schlangenstein), Steatinit und Serpentinit (Serpentinschiefer), seltener das sehr weiche Steatit (Speckstein oder Talk) zum Einsatz kommen.

## Produktionsnotizen, Veröffentlichung
Im Frühjahr 1957 plante der gebürtige Neuseeländer John Feeney zwei Dokumentarfilme zu drehen, einen über Inuit-Steinmetzarbeiten und einen über die Gemeinde, in der die Menschen ihr Leben gestalten. Schlechtes Wetter führte neben weiteren Faktoren dazu, dass nur der von Feeney erstellte Film über die Inuit-Schnitzer fertiggestellt werden konnte. Feeney führte zwischen 1954 und 1963 Regie bei zehn NFB-Produktionen, wobei er sich hauptsächlich auf die Inuit der kanadischen Arktis konzentrierte. Zwei der von ihm wesentlich gestalteten Filme erhielten Oscar-Nominierungen, neben diesem sein 1964 erschienener Film Eskimo Artist: Kenojuak.
Die Szenen, in denen Skulpturen gezeigt werden, stammen von Colin Low und Wally Gentleman.
Bei dem Film handelt es sich um eine Produktion der National Film Board of Canada (NFB). Die Dreharbeiten fanden in Kinngait, Baffin Island mit den Inuit-Steinbildschnitzern von Kinngait (der Inuit-Name für Cape Dorset)  und Kangiyak (ein Inuit-Dorf auf der Aliulik-Halbinsel) statt.
Der Film wurde 1959 im französischen Cannes auf den Filmfestspielen vorgestellt.

## Auszeichnung
- Oscarverleihung 1959

Nominierung für Tom Daly in der Kategorie „Bester Dokumentar-Kurzfilm“.
Die Auszeichnung ging jedoch an Ben Sharpsteen und den Film Ama Girls.